# 시미즈 노보루
시미즈 노보루(일본어: 清水 昇, 1996년 10월 15일 ~ )는 일본의 프로 야구 선수이며, 현재 센트럴 리그인 도쿄 야쿠르트 스왈로스의 소속 선수(투수)이다. 도쿄도 아다치구 출신이다.
NPB 시즌 최다 홀드 기록 보유자(50홀드)이다.

## 상세 정보

### 출신 학교
- 데이쿄 고등학교
- 고쿠가쿠인 대학

### 선수 경력
- 도쿄 야쿠르트 스왈로스(2019년 ~ )

### 수상·타이틀 경력

#### 타이틀
- 최우수 중간 계투 : 2회(2020년, 2021년) ※2년 연속 최장 타이 기록[주 1]

#### 수상
- 센트럴 리그 연맹 특별 수상: 1회(리그 특별상: 2021년) ※시즌 48홀드라는 프로 야구 신기록

### 개인 기록

#### 투수 기록
- 첫 등판·첫 선발 등판 : 2019년 6월 1일, 대 요코하마 DeNA 베이스타스 11차전(요코하마 스타디움), 4이닝 5실점으로 패전 투수[3]
- 첫 탈삼진 : 상동, 1회말에 미야자키 도시로로부터 헛스윙 삼진
- 첫 홀드 : 2020년 6월 19일, 대 주니치 드래건스 1차전(메이지 진구 야구장), 6회초 2사에 3번째 투수로서 구원 등판, 1/3이닝 무실점
- 첫 세이브 : 2021년 4월 23일, 대 주니치 드래건스 3차전(메이지 진구 야구장), 9회초에 5번째 투수로서 구원 등판·마무리, 1이닝 무실점
- 첫 승리 : 2021년 7월 1일, 대 한신 타이거스 12차전(한신 고시엔 구장), 8회말에 2번째 투수로서 구원 등판, 1이닝 무실점

#### 타격 기록
- 첫 타석 : 2019년 6월 1일, 대 요코하마 DeNA 베이스타스 11차전(요코하마 스타디움), 2회초에 가미차타니 다이가로부터 헛스윙 삼진

#### 기록 달성 경력
- 통산 100홀드 : 2022년 8월 31일, 대 요미우리 자이언츠 23차전(교세라 돔 오사카), 8회말에 5번째 투수로서 구원 등판, 1이닝 무실점 ※역대 43번째, 174경기째에서의 달성은 역대 최고 빠른 기록[4]

#### 그 외의 기록
- 시즌 50홀드 : 2021년 ※NPB 기록
- 첫 등판부터 첫 승리까지 10연패 ※역대 8번째[5][6]
- 프로 첫 승리까지 걸린 등판수 : 100경기 ※100경기 이상 걸린 것은 역대 8번째
- 프로 미승리로 타이틀 획득 : 2020년, 최우수 중간 계투 ※사상 최초
- 올스타전 출장 : 2회(2021년, 2023년)

### 등번호
- 17(2019년 ~ )

### 연도별 투수 성적
| 연 도      | 소 속      | 등 판 | 선 발 | 완 투 | 완 봉 | 무 4 구 | 승 리 | 패 전 | 세 이 브 | 홀 드 | 승 률 | 타 자 | 이 닝 | 피 안 타 | 피 홈 런 | 볼 넷 | 고 4 | 몸 맞 | 탈 삼 진 | 폭 투 | 보 크 | 실 점 | 자 책 점 | 평 자 책 | W H I P |
| ---------- | ---------- | ----- | ----- | ----- | ----- | ------- | ----- | ----- | -------- | ----- | ----- | ----- | ----- | -------- | -------- | ----- | ---- | ----- | -------- | ----- | ----- | ----- | -------- | -------- | ------- |
| 2019년     | 야쿠르트   | 11    | 3     | 0     | 0     | 0       | 0     | 3     | 0        | 0     | .000  | 124   | 26.0  | 33       | 7        | 13    | 0    | 0     | 24       | 0     | 0     | 25    | 21       | 7.27     | 1.77    |
| 2020년     | 야쿠르트   | 52    | 0     | 0     | 0     | 0       | 0     | 4     | 0        | 30    | .000  | 221   | 53.1  | 45       | 10       | 16    | 1    | 1     | 58       | 2     | 0     | 23    | 21       | 3.54     | 1.14    |
| 2021년     | 야쿠르트   | 72    | 0     | 0     | 0     | 0       | 3     | 6     | 1        | 50    | .333  | 272   | 67.2  | 55       | 12       | 18    | 5    | 2     | 74       | 2     | 1     | 23    | 18       | 2.39     | 1.08    |
| 2022년     | 야쿠르트   | 50    | 0     | 0     | 0     | 0       | 5     | 4     | 0        | 28    | .556  | 173   | 46.2  | 23       | 1        | 14    | 3    | 1     | 43       | 0     | 0     | 6     | 6        | 1.16     | 0.79    |
| 2023년     | 야쿠르트   | 56    | 0     | 0     | 0     | 0       | 1     | 8     | 0        | 38    | .111  | 220   | 54.1  | 50       | 6        | 6     | 2    | 2     | 47       | 1     | 0     | 20    | 18       | 2.98     | 1.03    |
| 통산 : 5년 | 통산 : 5년 | 241   | 3     | 0     | 0     | 0       | 9     | 25    | 1        | 146   | .265  | 1010  | 248.0 | 206      | 36       | 67    | 11   | 6     | 246      | 5     | 1     | 97    | 84       | 3.05     | 1.10    |

- 2023년 시즌 종료 기준.
- 굵은 글씨는 시즌 최고 성적, 붉은색 글씨는 일본 프로 야구 역대 최고 성적.

### 연도별 수비 성적
| 연도 | 소속     | 투수  | 투수  | 투수  | 투수  | 투수  | 투수     |
| 연도 | 소속     | 경 기 | 척 살 | 보 살 | 실 책 | 병 살 | 수 비 율 |
| ---- | -------- | ----- | ----- | ----- | ----- | ----- | -------- |
| 2019 | 야쿠르트 | 11    | 1     | 4     | 0     | 0     | 1.000    |
| 2020 | 야쿠르트 | 52    | 2     | 12    | 0     | 1     | 1.000    |
| 2021 | 야쿠르트 | 72    | 3     | 11    | 0     | 0     | 1.000    |
| 2022 | 야쿠르트 | 50    | 0     | 7     | 0     | 1     | 1.000    |
| 2023 | 야쿠르트 | 56    | 2     | 8     | 1     | 0     | .909     |
| 통산 | 통산     | 241   | 8     | 42    | 1     | 2     | .980     |

- 2023년 시즌 종료 기준.

### 주해
1. ↑  이와세 히토키, 모리 신지, 구보타 도모유키, 셋쓰 다다시, 아사오 다쿠야, 야마구치 데쓰야, 사토 다쓰야, 후쿠하라 시노부, 미야니시 나오키와 같은 횟수로 타이 기록을 세웠다.

### 출전
1. ↑  “ヤクルト - 契約更改 - プロ野球”. 닛칸 스포츠. 2022년 12월 9일. 2022년 12월 9일에 확인함.
2. ↑  “ヤクルト・清水が５２００万増の８８００万円で更改　来季目標は「３年連続タイトル」”. 데일리 스포츠 online. 2021년 12월 17일. 2021년 12월 17일에 확인함.
3. ↑  “ヤクルト４９年ぶり球団ワーストタイ１６連敗　プロ初登板のＤ１清水は４回５失点”. サンスポ. 2019년 6월 1일. 2021년 7월 13일에 확인함.
4. ↑  “【燕番コラム】史上最速で１００ホールド達成　ヤクルト・清水昇が先輩のＤｅＮＡ・山崎に気付かされた「いい選手の証し」”. 《산케이 스포츠》. 2022년 9월 13일. 2022년 9월 14일에 확인함.
5. ↑  “【データ】ヤクルト３年目清水昇　史上８人目プロ初勝利まで100試合以上”. 닛칸 스포츠. 2021년 7월 1일. 2021년 7월 16일에 확인함.
6. ↑  “【ヤクルト】清水昇がレアードに痛恨被弾…高津監督「反省する部分はあった」”. 스포츠 호치. 2021년 6월 10일. 2021년 7월 16일에 확인함.